# 40-ва паралель південної широти
40-ва паралель південної широти — лінія широти, що лежить на 40 градусів південніше земної екваторіальної площини. Вона проходить через Атлантичний океан, Індійський океан, Австралазію, Тихий океан та Південну Америку. Паралель визначає північний край "Ревучих сорокових".
На цій широті максимальна висота Сонця 21 червня становить 26,17°, а 21 грудня — 73,83°.

## Список географічних об'єктів, що перетинає 40° пд. ш.
Починаючи з Гринвіцького меридіану та рухаючись на схід, 40-ва паралель південної широти проходить через:
| Координати                                                   | Країна, територія або море | Примітки |
| ------------------------------------------------------------ | -------------------------- | --- |
| 40°0′ пд. ш. 0°0′ сх. д. / 40.000° пд. ш. 0.000° сх. д.      | Атлантичний океан          | |
| 40°0′ пд. ш. 20°0′ сх. д. / 40.000° пд. ш. 20.000° сх. д.    | Індійський океан           | |
| 40°0′ пд. ш. 143°53′ сх. д. / 40.000° пд. ш. 143.883° сх. д. | Австралія                  | Тасманія — проходить через острів Кінг                                                                                       |
| 40°0′ пд. ш. 144°7′ сх. д. / 40.000° пд. ш. 144.117° сх. д.  | Бассова протока            | |
| 40°0′ пд. ш. 147°53′ сх. д. / 40.000° пд. ш. 147.883° сх. д. | Австралія                  | Тасманія — проходить через острів Фліндерс                                                                                   |
| 40°0′ пд. ш. 148°17′ сх. д. / 40.000° пд. ш. 148.283° сх. д. | Тасманове море             | |
| 40°0′ пд. ш. 175°3′ сх. д. / 40.000° пд. ш. 175.050° сх. д.  | Нова Зеландія              | Проходить через Північний острів Манавату-Вангануї – проходить південніше Вангануї Гокс-Бей – проходить через Вайпукурау[en] |
| 40°0′ пд. ш. 176°54′ сх. д. / 40.000° пд. ш. 176.900° сх. д. | Тихий океан                | |
| 40°0′ пд. ш. 73°42′ зх. д. / 40.000° пд. ш. 73.700° зх. д.   | Чилі                       | Лос-Ріос – проходить через мис Пунта-Галера[en] та озеро Піріуейко[en]                                                       |
| 40°0′ пд. ш. 71°40′ зх. д. / 40.000° пд. ш. 71.667° зх. д.   | Аргентина                  | Неукен Ріо-Негро Буенос-Айрес                                                                                                |
| 40°0′ пд. ш. 62°20′ зх. д. / 40.000° пд. ш. 62.333° зх. д.   | Атлантичний океан          | |